# Karolina Lampkowska
Karolina Lampkowska (ur. 2 lipca 1987) – polska judoczka.
Była zawodniczka GKS Czarni Bytom (2001-2012). Dwukrotna wicemistrzyni Polski seniorek (2007 - kat do 78 kg, 2010 - kat. open) oraz dwukrotna brązowa medalistka mistrzostw Polski seniorek w kategorii do 78 kg (2006, 2008). Ponadto m.in. trzykrotna wicemistrzyni Polski juniorek (2004, 2005, 2006).